# サンタ・チェチーリア国立アカデミアの人物一覧
サンタ・チェチーリア国立アカデミアの人物一覧は、サンタ・チェチーリア国立アカデミアに関係する人物の一覧記事。

## 著名な教職員

### 器楽奏者
- ティート・アプレア
- フェリックス・アーヨ
- ジョコンダ・デ・ヴィート
- ウート・ウーギ
- ピエトロ・スカルピーニ
- カルロ・ゼッキ
- ジュゼッペ・ブランツォーリ
- セルジオ・ペルティカローリ
- エンリコ・マイナルディ

### 作曲家
- ロマン・ヴラド
- ルチアーノ・ベリオ

### 音楽学者
- レモ・ジャゾット

### その他
- カルロ・アルベルト・ピッツィーニ
- フランコ・フェラーラ
- ベルナルディーノ・モリナーリ

## 卒業生

### 器楽演奏家
- フェリックス・アーヨ
- アレッシオ・アレグリーニ
- ピーナ・カルミレッリ
- ファウスト・ザドラ
- ブルーノ・ジュランナ
- ピエトロ・スパーダ
- フランコ・タンポーニ
- 林俊昭
- ダニエル・バレンボイム
- ロベルト・ミケルッチ
- ピエトロ・スカルピーニ

### 声楽家
- スミ・ジョー
- ガブリエラ・トゥッチ
- チェチーリア・バルトリ
- 平山美智子
- セスト・ブルスカンティーニ
- アンナ・モッフォ
- 山路芳久
- 渡辺馨

### 作曲家
- ロマン・ヴラド
- セールレーシ・アンドラーシュ
- フランコ・ドナトーニ
- ファルカシュ・フェレンツ
- アルド・フィンツィ
- ニコラス・フラジェロ
- ジュゼッペ・マネンテ

### その他
- ギュレル・アイカル
- ロベルト・アバド
- フランコ・カラッチオーロ
- ランベルト・ガルデルリ
- ヴィットリオ・グイ
- カルロ・マリア・ジュリーニ
- メレディス・デイヴィス
- ハリー・ニューストーン
- カルロ・アルベルト・ピッツィーニ
- オリヴィエーロ・デ・ファブリティース
- アントニオ・ペドロッティ
- フランチェスコ・マンデル
- フランチェスコ・モリナーリ＝プラデッリ
- ベルナルディーノ・モリナーリ